# Мостище (Гомельський район)
Мостище (біл. Масцішча) — селище в Поколюбицькій сільській раді Гомельського району Гомельської області Республіки Білорусь.

## Географія

### Розташування
У 8 км на північ від Гомеля.

## Гідрографія
На західній околиці меліоративний канал.

## Транспортна мережа
Транспортні зв'язки степовою дорогою, потім автомобільною дорогою Востров — Гомель. Планування складається із прямолінійної, майже меридіональної вулиці, забудованої двосторонньо дерев'яними будинками садибного типу.

## Історія

### Російська імперія
Селище засноване на початку XX століття переселенцями із сусідніх сіл. 

### СРСР

#### Довоєнні роки
1926 року в Лопатінській сільській раді. 1929 року жителі вступили до колгоспу. 

#### Німецько-радянська війна
У 1939 році до селища приєднано селище Орел. Під час німецько-радянської війни у жовтні 1943 року німецькі окупанти спалили 51 двір та вбили 1 мешканця.

#### Повоєнні роки
У 1959 році у складі колективно-пайового господарства «Лопатинское» (центр — село Лопатіно).

## Населення

### Чисельність
- 2009 — 143 мешканці[1].